# Дулов, Виктор Георгиевич
Ви́ктор Гео́ргиевич Ду́лов (14 июня 1929, Благовещенск — 1 августа 2001, Санкт-Петербург) — советский и российский учёный-механик, директор Красноярского Вычислительного центра СО РАН и Института теоретической и прикладной механики СО РАН, член-корреспондент РАН. Лауреат Государственной премии СССР (1987). Круг научных интересов — теоретическая и прикладная механика.

## Биография
Окончил школу с золотой медалью.
В 1952 году окончил, с отличием, математико-механический факультет Ленинградского университета (кафедра аэрогидромеханики), через 3 года защитил кандидатскую диссертацию, в 1957 году избран на должность доцента кафедры Ленинградского военно-механического института. С 1962 года научная и организационная деятельность В. Дулова связана с Сибирским отделением АН СССР. В ИТПМ он работал с 1962 года (с перерывом 1974—1983 года) — ученым секретарем, заведующим лабораторией, заведующим отделом и директором института.
Организатор и первый директор Вычислительного центра СО АН СССР в Красноярске (1974—1983).
В 1979 году избран членом-корреспондентом АН СССР по специальности «механика».
В 1983 году возвращается в Новосибирск, в ИТПМ, где заведует лабораторией, а после смерти в 1984 году академика Н. Яненко назначается директором ИТПМ.
С 1988 года жил и работал в Ленинграде. Заведующий кафедрой гидроаэромеханики математико-механического факультета ЛГУ (1988—1999). Научный советник в Институте проблем машиноведения РАН (1999—2001).

## Интересные факты
уже на первом курсе почувствовали себя самостоятельными, взрослыми людьми и вовсю курили, что не нравилось нашим однокурсницам. Одна из них, к которой Витя чувствовал некоторую симпатию, посетовала, что он пристрастился к курению и Витя заключил с ней пари, что сможет в течение недели (или месяца, уже не помню) ни разу не взять в рот папиросы. И, действительно, он с честью выдержал это испытание (а заядлые курильщики знают, как это тяжело), но, как истинный джентльмен, накануне положенного срока демонстративно закурил, дав понять, что проиграл пари— Шнееров Б. Е. Каким я помню В. Г. Дулова / Наш курс. Санкт-Петербургский государственный университет. математико-механический факультет. 1947—1952

## Книги и статьи
- Дулов В. Г., Лукьянов Г. А. Газодинамика процессов истечения. — Новосибирск: Наука. Сиб. отд-ние, 1984.